# Langley (Oklahoma)
Pour les articles homonymes, voir Langley.
La ville américaine de Langley est située dans le comté de Mayes, dans l’État de l’Oklahoma. Lors du recensement de 2010, sa population s’élevait à 819 habitants.